# Castell de Chirel
El Castell de Xirell és una fortalesa situada al municipi valencià de Cortes de Pallars. El castell està protegit sota la declaració de Bé d'interès cultural amb codi 46.19.099-004 i anotació ministerial RI-51-0010804 de data 16 de juny de 2002. Tot i això, està inclòs en la Llista vermella de patrimoni en perill que realitza l'associació Hispania Nostra.

## Descripció
Està construït sobre una petita elevació anomenada mola del Cinto del Castillo. El castell està edificat adaptant-se totalment a l'orografia del terreny, que presenta molts penyals i flanquejat per goles, presentant així una planta triangular i una excel·lent situació per la seva defensa.
L'accés al castell era complex, ja que havia de salvar un pas elevat d'aproximadament un metre amb un arc que en la part exterior era apuntat, però a la part interior era de mig punt, que donava a un vestíbul que en un lateral connectava amb el passadís existent entre la doble muralla. Aquest tipus d'entrada es repetia per accedir a la torre de vigilància. El castell tenia una finalitat defensiva, la qual cosa queda de manifest tant en la tècnica constructiva com en elements com ara sageteres, ampits i espitlleres, o l'existència d'un dels seus costats d'un fossat. A més existeixen dues torrasses als extrems oriental i occidental que completaven la defensa del recinte. Un d'ells té planta  trapezoïdal i diversos nivells d'altura, tot i que actualment està derruït per dins. L'altra era de planta quadrada i posseeix encara dos nivells, el primer conserva encara el seua volta de canó fabricada seguint la  tècnica del totxo a plec, mentre que el segon nivell ha perdut el sostre. Malgrat la ruïna, encara s'observa el doble recinte emmurallat, l'aljub i la torre major.

## Història
Atès que el castell va tenir la seva importància durant la revolta d'Al-Azraq, es pot afirmar que el seu origen és àrab, sent posteriorment millorat amb l'arribada dels cristians a la zona. S'esmenta en 1349 en una ordre sobre el proveïment d'aliments a certes fortaleses. Per les tècniques constructives i els materials emprats per a l'edificació d'aquest, tals com carreus a les portes d'entrada o escuts i dovelles, es pot considerar plausible que durant el segle xv es dugueren a terme les primeres reconstruccions del castell de Xirell.
La història de la zona, en què es va viure la persistència dels moriscos a residir-hi, tant després de la conquesta com després de l'ordre de la seua expulsió en 1609, va donar lloc a conflictes armats tant contra les tropes reials, com amb els pobladors cristians que es veien assetjats i amenaçats pels moriscos, la qual cosa repercutia negativament en el comerç existent en aquell moment a la zona. Malgrat això les tropes governamentals van utilitzar el castell com a centre de les operacions en les accions contra les guerrilles dels moriscos revoltats a la Mola de Cortes, cosa que va permetre donar per finalitzat el conflicte en menys d'un any. El final del conflicte va provocar l'inici de la decadència del castell (com també li va passar a altres castells propers), en perdre importància la seva ubicació, el que juntament a l'escassetat de població en aquest territori va portar al seu abandó i amb això a la seva ruïna.